# 헤어스프레이

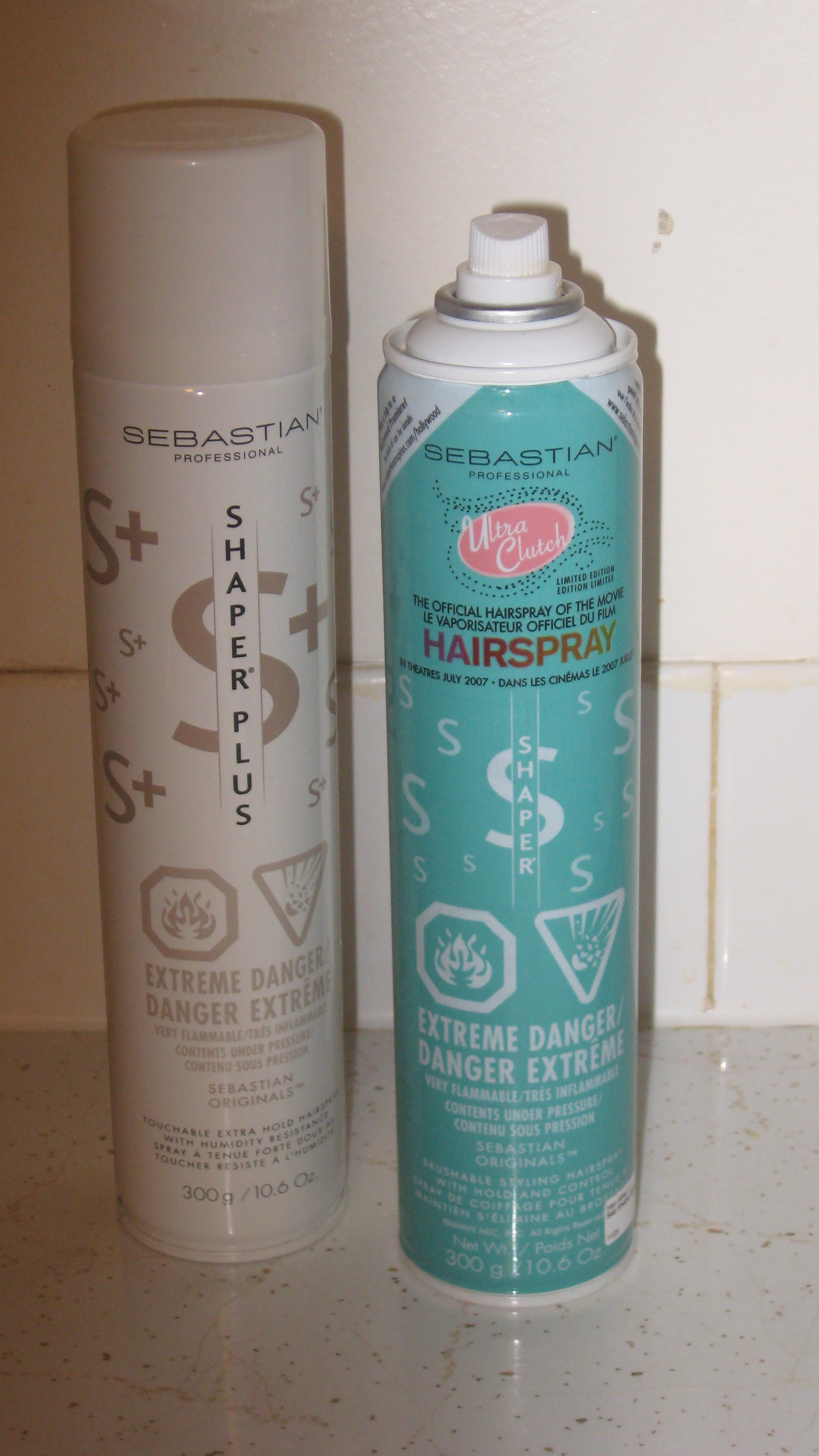
현대에 볼 수 있는 두 종류의 헤어스프레이

헤어스프레이(영어: hair spray)는 머리카락에 분무하여 뻗뻗하게 하거나 특정한 스타일을 유지시키는 일반적인 화장품의 일종이다. 이 스프레이는 펌프 방식이나 분무기 노즐 방식을 이용한다. 헤어스프레이는 압축 가스와 더불어 일반적으로 머리카락을 위한 여러 성분으로 구성되어 있다.
헤어스프레이는 1940년대에 체이스 프로덕트 컴퍼니(Chase Products Company) 소속 레바논 출신 Tanios Chakchay가 처음 개발, 제조하였다.

## 같이 보기
- 공중합체